# Princeville (Quebec)
Princeville es una ciudad de la provincia de Quebec, Canadá. Está ubicada en el municipio regional de condado de L'Érable y a su vez, en la región administrativa de Centre-du-Québec. Hace parte de las circunscripciones electorales de Arthabaska a nivel provincial y de Mégantic−L'Érable a nivel federal.

## Geografía
Princeville se encuentra ubicada en las coordenadas 46°11′00″N 71°52′00″O / 46.18333, -71.86667. Según Statistics Canada, tiene una superficie total de 194,02 km² y es una de las 1135 municipalidades en las que está dividido administrativamente el territorio de la provincia de Quebec.

## Demografía
Según el censo de 2011, había 5693 personas residiendo en esta ciudad con una densidad poblacional de 29,3 hab./km². Los datos del censo mostraron que de las 5571 personas censadas en 2006, en 2011 hubo un aumento poblacional de 122 habitantes (2,2%). El número total de inmuebles particulares resultó de 2497 con una densidad de 12,87 inmuebles por km². El número total de viviendas particulares que se encontraban ocupadas por residentes habituales fue de 2418.